# Kostel svatého Filipa a Jakuba (Královopolské Vážany)
Kostel svatého Filipa a Jakuba  je římskokatolický chrám v Královopolských Vážanech v okrese Vyškov. Jde o farní kostel římskokatolické farnosti Královopolské Vážany. Je chráněn jako kulturní památka České republiky.